# Hack
Hack – typ konia o lekkich i płynnych chodach, nieuważany za odrębną rasę, ale – podobnie jak cob irlandzki, hunter irlandzki i kuc polo – definiowany na podstawie budowy i użytkowania zwierzęcia. Hack przeważnie jest używany jako koń wierzchowy.

## Pokrój
Głowa harmonijna i elegancka, z prostym profilem zwężającym się w okolicach pyska. Szyja lekka i nieco wygięta. Klatka piersiowa obszerna i głęboka, zad wysoki i lekko ścięty. Brzuch często obwisły. Kończyny długie, kształtne i muskularne z małymi i proporcjonalnymi kopytami.

## Ogólne dane
- Typ rasowy – gorącokrwisty
- Pochodzenie – Wielka Brytania
- Występowanie – Wielka Brytania, USA, Australia, Afryka Południowa
- Maść – gniada, karogniada, kara, kasztanowata lub siwa
- Wysokość w kłębie – 1,44 – 1,57 m
- Typ użytkowy i przydatność – koń wierzchowy i wszechstronnie użytkowy
- Waga – lekka